# Fairchild Semiconductor
Fairchild Semiconductor International  est un fabricant américain de semi-conducteurs  fondé en 1957 qui fut pionnier dans la fabrication en série des transistors et des circuits intégrés. 
A ses débuts, c'est un département de Fairchild Camera and Instrument, basé à San José (Californie). Schlumberger a racheté la société en 1979, avant de la revendre à National Semiconductor en 1987 ; Fairchild a repris son autonomie en 1997, puis est racheté par ON Semiconductor le 19 septembre 2016.
La société fut implantée à San José (Californie), South Portland (Maine), West Jordan (Utah), Mountain Top (Pennsylvanie) et, en dehors des États-Unis, à Singapour, Bucheon (Corée du Sud), Penang (Malaysie), Suzhou (Chine) et Cebu (Philippines), etc. Elle a ouvert un centre de recherches à Punvadi (Inde).

## Historique

### La création du laboratoire Shockley (1956)

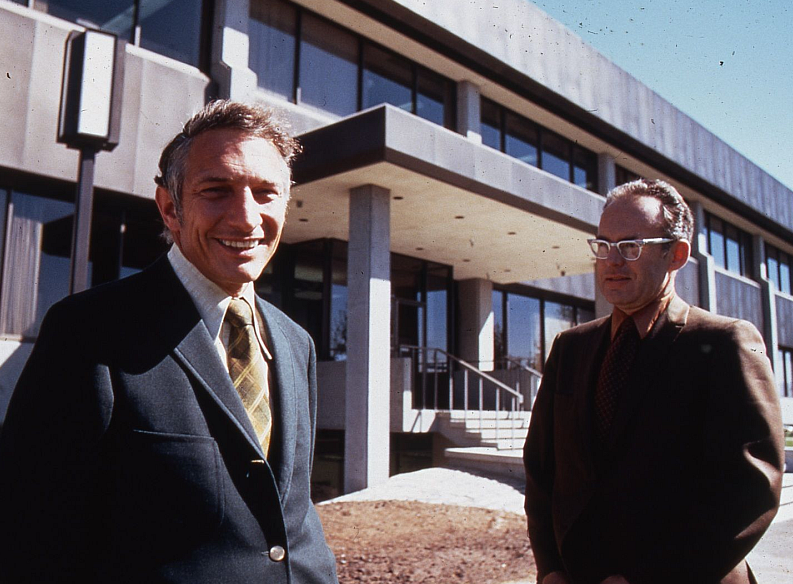
Deux des ex-collaborateurs de Shockley, Robert Noyce et Gordon Moore (1970).

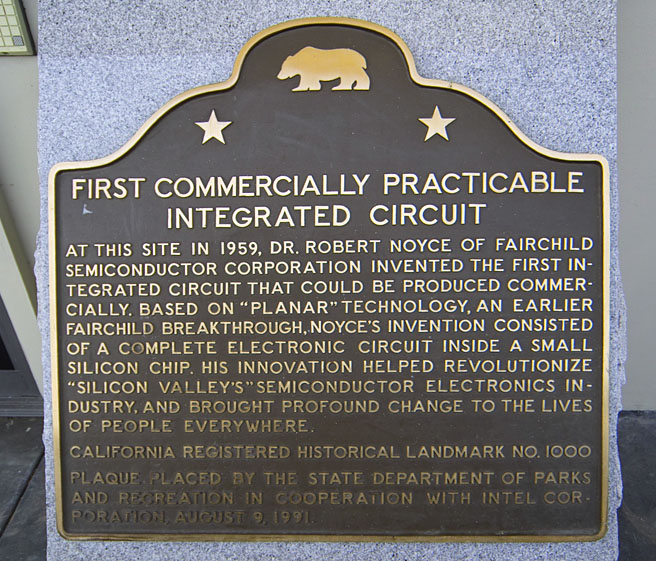
Logo historique à l'entrée de l'immeuble Fairchild, où les créateurs de la société s’établirent.

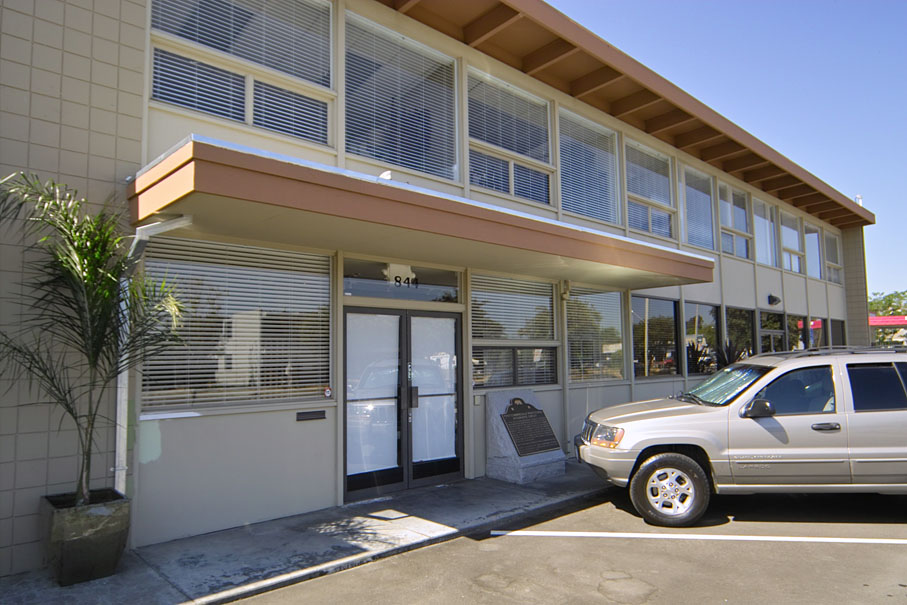
L'immeuble du no 844 Charleston Road à Palo Alto : le premier circuit intégré commercialisable y fut mis au point.

En 1956, William Shockley, chercheur des Laboratoires Bell d'ATT, avait créé le Shockley Semiconductor Laboratory à Mountain View (Californie), à l'invitation du fabricant de matériel de laboratoire Beckman Instruments.
Il envisageait d'y développer une nouvelle diode quadri-couche à temps de réponse plus bref que les transistors de l'époque. Il a convaincu plusieurs de ses collaborateurs des Laboratoires Bell de le suivre.
Lorsque ces derniers eurent amassé suffisamment de capital et furent assurés de détenir les brevets d'exclusivité utiles à leur entreprise, ils quittèrent en bloc le laboratoire de Mountain View et créèrent leur propre société, plaidant que Shockley était décidément un piètre manager. Pour cette raison, ces huit hommes : Julius Blank (en), Victor Grinich (en), Jean Hoerni, Eugene Kleiner (en), Jay Last (en), Gordon Moore, Robert Noyce et Sheldon Roberts, ont été qualifiés de traitorous eight, bien qu'on ignore qui est l'auteur de cette expression,.
À la recherche de capitaux, ils se tournèrent vers Fairchild Camera and Instrument, une société de la Côte Est qui devait sa croissance aux contrats militaires. C'est ainsi qu'en 1957, un nouveau département de Fairchild, Fairchild Semiconductor, voyait le jour, avec pour mission de produire en série des transistors au silicium à un moment où les transistors étaient exclusivement à base de semi-conducteurs dopés au germanium.
Sherman Fairchild déclara par la suite avoir été convaincu par le plaidoyer passionné de Noyce pour ses projets industriels : Noyce voyait dans les substrats au silicium une économie énorme, puisque la matière première se trouvait dans le sable ; outre quelques fils ultra-fins, l'essentiel du coût tiendrait à la fabrication. Noyce alla même jusqu'à affirmer que les semi-conducteurs au silicium, par leur coût modique, annonçaient l'ère des composants jetables.

### Les premiers transistors au silicium de série (1958)
Les premiers transistors de chez Fairchild étaient du type « mesa », une innovation à l'époque, mais non exempts de défauts. Puis Fairchild exploita le procédé de photolithogravure imaginé en 1958 par Jean Hoerni, avec d'énormes gains de productivité et de concentration : les transistors étaient plus faciles à fabriquer, à un moindre coût, et avec de meilleures performances. La photolithogravure marginalisa rapidement les autres processus de fabrication, y compris chez ses concurrents. Une victime industrielle de ce progrès fut l'entreprise Philco, qui venait juste de faire construire une usine de transistors au germanium pour 40 000 000 $.
Le premier transistor commercialisé par Fairchild (1958) a été le 2N697, à l'origine un transistor mesa, et ce fut une réussite : les 100 premières unités furent vendues à IBM pour 150 $ pièce. Le premier transistor obtenu par photolithogravure était le 2N1613, conçu par Jean Hoerni ; son apparition constitue une étape importante dans l'histoire des semi-conducteurs : deux ans plus tard (1960), Fairchild parviendra à intégrer quatre de ces transistors sur un même wafer de silicium, deux ans seulement après que Jack Kilby, de Texas Instruments, eut produit son premier circuit intégré à base de germanium (12 septembre 1958). En l'espace de trois années, le « département Semi-conducteurs » de Fairchild était passé de 12 à 1 200 salariés, avec un chiffre d'affaires de 130 millions de dollars par an.

### Les amplificateurs opérationnels et la technologie MOSFET
Noyce (Fairchild) et Kilby (Texas Instrument) basaient leurs circuits intégrés sur la technologie des transistors bipolaires. En 1960, Noyce exploita la photolithographie pour imprimer ses circuits intégrés, ce qui favorisa Fairchild, car ce procédé permettait de connecter entre eux les transistors par un film-dépôt, et supprimait l’habituel câblage.

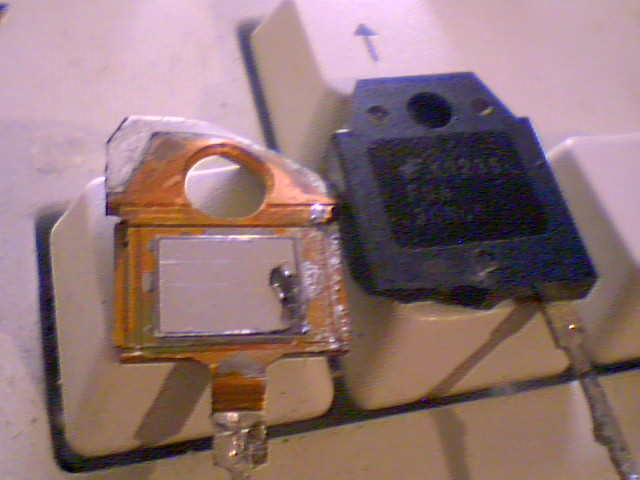
Le circuit FQA30N40 de Fairchild est un transistor MOSFET capable de commuter des courants de 30 A sous 400 V.

Au début des années 1960, Fairchild R&D se lança dans la technologie MOSFET (metal–oxide–semiconductor field-effect transistor), inaugurée précédemment par RCA et les Laboratoires Bell. Fairchild était sur le point de produire les premiers circuit intégrés MOS ; mais l’instabilité de ces composants la dissuada de passer en phase de production industrielle. En 1963, Fairchild chargea Robert Widlar de concevoir des amplificateurs opérationnels (composants analogiques), mais comme les chaînes de fabrication de Fairchild étaient optimisées pour produire des circuits digitaux, Widlar s’associa à l’expert en processus Dave Talbert. De cette collaboration naquirent deux composants révolutionnaires : le µA702 et le µA709.
À compter de ce moment, Fairchild domina le marché des circuits intégrés analogiques, grâce au lancement des premiers amplificateurs opérationnels (« ampli-ops ») sous forme de circuit intégré, le µA702 de Bob Widlar (1964) et le µA709. En 1968, Fairchild mit sur le marché le µA741 de David Fullagar, qui fut le circuit ampli-op le plus vendu.

### Premières tensions
Fairchild avait pris du retard sur le marché des circuits intégrés logiques. Les premiers circuits de la société étaient de la gamme « micrologique » RTL, qui avait servi pour l’ordinateur embarqué d’Apollo. Leur principal avantage résidait dans leur extrême simplicité (chaque inverseur consistait en un seul transistor monté sur deux résistances) ; mais ils étaient trop sensibles aux bruits électriques de plus de 100 mV, ce qui était dissuasif. Il fallut de longs mois avant que Fairchild se tourne vers des circuits plus robustes, les circuits DTL.
En 1960, Fairchild Semiconductor réalisait encore 100% de son chiffre d'affaires avec l'armée. Cinq ans après, la société ouvre à Hong Kong la première d'une demi-douzaine d'usines, pour y produire cent mille transistors Planar par an. Les effectifs de la société sont multipliés par 40 entre 1963 et 1968.
Depuis 1960, Fairchild semiconductor avait en gros doublé ses ventes chaque année, si bien qu'en 1965 elle assurait les deux-tiers du chiffre d'affaires de Fairchild Camera. En 1966, Fairchild se classait au second rang des producteurs de composants électroniques derrière Texas Instruments, et juste devant Motorola. Noyce fut récompensé de ces succès par sa nomination au rang de vice-président de Fairchild Camera, ce qui faisait de lui de facto le directeur du département semi-conducteurs. Mais un fléchissement des ventes lié à la concurrence accrue de jeunes sociétés, en 1967, suscita les premières tensions internes. À l'automne 1967, Fairchild était en déficit pour la première fois depuis 1958 et dut déclarer des pertes de surproduction à hauteur de 4 millions de dollars, et un déficit cumulé de 7,6 millions de dollars. Le prix de l'action était passé de 3 $ en 1966 à 0,50 $.
Les ingénieurs de Fairchild semiconductor, basés à Mountain View (Californie), ne voyaient les cadres de la direction, à Syosset (New York), qu'une fois par an, et s'estimaient insuffisamment gratifiés. D'ailleurs, il se disait que le président de Fairchild Camera, John Carter, avait investi l'essentiel des profits dans des spéculations hasardeuses ; mais le fond de l'affaire était que la technologie DTL de Fairchild était déjà dépassée par les circuits TTL de Texas Instruments.
Au mois de décembre 1967, le directoire de la compagnie ordonna à Carter de liquider tous les actifs non-rentables de Fairchild, mais ce dernier préféra démissionner. La position de Noyce, en tant que cadre de direction, s'en trouva fragilisée. Ses plus proches collaborateurs, le directeur de production Charles E. Sporck et l'ingénieur français Pierre Lamond, furent recrutés avec la perspective de meilleurs revenus par Peter J. Sprague, le directeur de National Semiconductor,.

### La naissance d'Intel
Alors que Noyce était considéré par ses ingénieurs comme le successeur naturel de Carter, le directoire de la compagnie en décida autrement, et Sherman Fairchild nomma à ce poste Richard Hodgson. Au cours des mois suivants, Noyce discuta avec Gordon Moore, chef de la division R&D, de la création d'une nouvelle société. Tous deux démissionnèrent en 1968 de Fairchild pour créer Intel ; ils furent bientôt rejoints par Andrew Grove et Leslie L. Vadász, qui emportaient dans leurs bagages la technologie MOS Silicon Gate (SGT), conçue pour  Fairchild par Federico Faggin. La division MOS de Fairchild mit du temps à réaliser le potentiel de la technologie SGT : des circuits plus rapides, plus fiables, à taux d'intégration très supérieur, mais aussi une voie nouvelle pour l'électronique à composants solides : celle des capteurs CCD, des RAM à rafraîchissement dynamique, et des mémoires non-volatiles comme les EPROM et les mémoires flash.
Intel appliqua très vite la SGT pour développer des circuits de mémoire. Federico Faggin, frustré de voir ses inventions appliquées ailleurs, démissionna à son tour de Fairchild et rallia Intel en 1970 : il dessinera le premier microprocesseur de type SGT. Parmi les investisseurs d’Intel, il y avait Hodgson et cinq des membres fondateurs de Fairchild Semiconductor.
Sherman Fairchild recruta Lester Hogan (en), qui était alors directeur de la division semi-conducteurs de Motorola, et Hogan remplaça entièrement les autres ingénieurs par des anciens de Motorola.

### Pertes de marché et absorption par Schlumberger (1971 -1987)

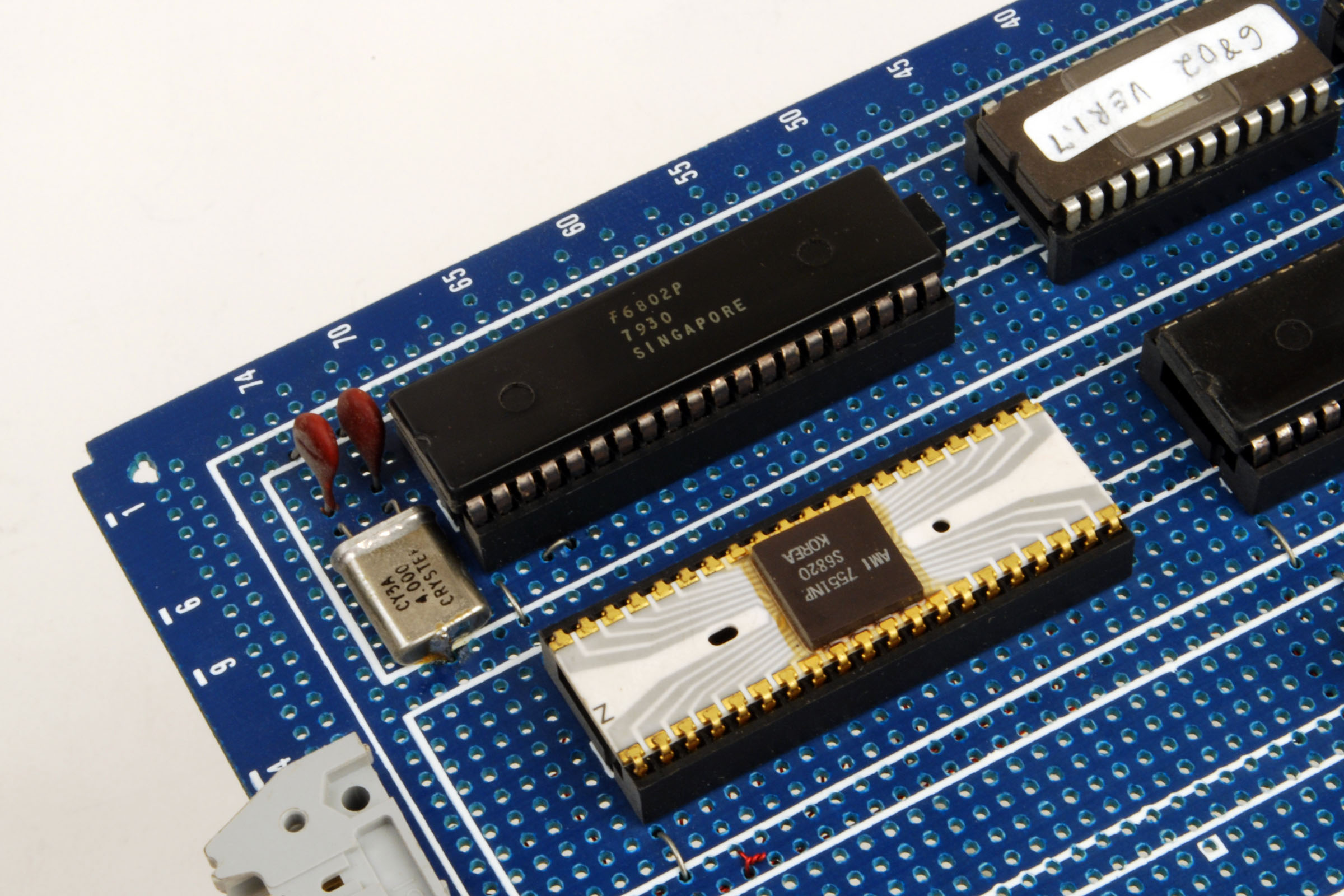
Carte mère d'un microprocesseur Motorola 6802 fabriqué par Fairchid Semiconductor (1978).

Le débauchage d'ingénieurs par Hogan était une provocation pour Motorola, qui intenta sans succès un procès contre Fairchild : le juge estima que les résultats de Fairchild étaient si médiocres (unimpressive) qu'il était impossible d'établir un tort quel que soit le point de vue (under any theory). Hogan dut pourtant quitter la présidence en 1974, mais demeurait vice-président.
En 1973, Fairchild fut la première société à commercialiser des capteurs à transfert de charge (CCD), inventés par les Laboratoires Bell. La société héritière, Fairchild Imaging, commercialise encore des capteurs photographiques digitaux en 2014. Ce composant eut du mal à se faire un marché compte tenu des effets dévastateurs de la crise pétrolière de 1973.
Lorsqu’Intel mit sur le marché son microprocesseur 8-bit 8008, Fairchild répondit par le microprocesseur 8-bit Fairchild F8, d'une architecture entièrement originale, mais qui ne se vendit pas. En 1976, Fairchild produisit le premier jeu vidéo utilisant des ROM : le Fairchild Channel F, construit autour d'un microprocesseur F8. Il se vendit beaucoup les premiers mois, mais se trouva très vite concurrencé par la console de jeu Atari 2600.
À la fin des années 1970, Fairchild n'avait plus beaucoup de projets, et se tourna de plus en plus vers des niches commerciales susceptibles de rentabiliser les gammes de composants électroniques en stock, notamment les circuits intégrés durcis pour les applications militaires et aérospatiales. Fairchild vendait à perte, et ne survivait que par l'exploitation commerciale d'anciens brevets. En 1979, année où ses brevets venaient à échéance, Fairchild Camera and Instrument fut rachetée par la compagnie de prospection pétrolière Schlumberger pour un montant de 425 millions $.
Devenue filiale de Schlumberger, Fairchild créa en 1980 un laboratoire de recherche en intelligence artificielle qui deviendra en 1985 SPAR. Puis elle se tourna vers le développement des microprocesseurs RISC à 32 bits avec l’architecture Clipper et la commercialisation du microprocesseur C100 en 1986 : malgré une meilleure densité de code que ses concurrents, ce composant fut un échec commercial relatif et le brevet fut cédé au principal client de la société, Intergraph (en).
Schlumberger revendit Fairchild (hormis le Dpt Essais, qui développait alors un testeur universel - l’ATE - et dont dépendait Schlumberger Palo Alto Research) à National Semiconductor pour 200 millions de dollars en 1987.

### Résurrection (1997)
Finalement, le 11 mars 1997, National Semiconductor annonça la cession, moyennant 550 millions de dollars, de Fairchild Semiconductor aux directeurs de cette filiale et de leur associé, Sterling LLC, une branche de Citicorp. La société retrouvait ainsi son indépendance, et établit son nouveau siège à South Portland (Maine), avec comme directeur exécutif Kirk Pond. Dans la transaction, Fairchild récupérait toutes ses anciennes usines, sauf précisément celle de South Portland, mais avec d'autres centres de National Semiconductor à l'étranger.
Le 27 novembre suivant, Fairchild Semiconductor annonça le rachat de la « division semiconducteurs » de Raytheon Corp. pour environ 120 millions de dollars, puis un an plus tard celle du Département « Électronique de puissance » de Samsung (fabricant de composants de puissance MOSFET, d’IGBT, etc.) pour un montant de 450 millions de dollars ; en 2014, Fairchild demeure un important fournisseur de Samsung.
Au mois d'août 1999, Fairchild Semiconductor a été introduit en bourse sur le New York Stock Exchange (symbole FCS).
Le 19 mars 2001, cette société a annoncé l’acquisition de la division « Électronique de puissance » d’Intersil pour un montant d'environ 338 millions de dollars, ce qui faisait à ce moment de Fairchild le deuxième plus gros fabricant de circuits MOSFET au monde, avec une part de marché de 20 % (Intersil avait été créée par un des cofondateurs de Fairchild, Jean Hoerni, en 1967).
Finalement, Fairchild Semiconductor fut rachetée par ON Semiconductor. Ils existent depuis sous ce nom. Le site web de Fairchild Semiconductor est encore existant en date du 2 février 2021, mais n'a pas été mis a jour depuis 2018.